# Sapsojärvet
Sapsojärvet eller Pieni Sapsojärvi och Iso Sapsojärvi är en sjö i Finland. Den ligger i kommunen Sotkamo i landskapet Kajanaland, i den centrala delen av landet, 500 km norr om huvudstaden Helsingfors. Sapsojärvet ligger 137,9 meter över havet. Den är 25,73 meter djup. Arean är 19,74 kvadratkilometer och strandlinjen är 44,43 kilometer lång. Sjön  ingår i Uleälvens huvudavrinningsområde. 